# Liga dos Campeões da CAF de 2017 – Fase Final
A Fase Final da Liga dos Campeões da CAF de 2017 foi disputada entre os dias 16 de setembro até 5 de novembro. Um total de oito equipes disputaram esta fase.

## Equipes classificadas
Os vencedores e segundo-lugares de cada grupo da fase de grupos avançaram para as quartas de final.
| Grupo | Vencedores         | Segundo-lugares   |
| ----- | ------------------ | ----------------- |
| A     | Étoile du Sahel    | Ferroviário Beira |
| B     | USM Alger          | Al-Ahli Trípoli   |
| C     | Espérance de Tunis | Mamelodi Sundowns |
| D     | Wydad Casablanca   | Al-Ahly           |

## Calendário
O calendário para cada rodada é o seguinte:
| Rodada           | Partida de ida                | Partida de volta  |
| ---------------- | ----------------------------- | ----------------- |
| Quartas de final | 15–17 de setembro             | 22–24 de setembro |
| Semifinais       | 29 de setembro – 1 de outubro | 20–22 de outubro  |
| Final            | 27–29 de outubro              | 3–5 de novembro   |

O calendário foi alterado do original para as seguintes datas:
- Quartas de final: partida de ida movida de 8–10 de setembro para 15–17 de setembro
- Quartas de final: partida de volta movida de 15–17 de setembro para 22–24 de setembro
- Semifinais: partida de volta movida de 13–15 de outubro para 20–22 de outubro

## Chaveamento
|  | Quartas de final                | Quartas de final                | Quartas de final                | Quartas de final                |   |                 | Semifinais                     | Semifinais                     | Semifinais                     | Semifinais                     |  |         | Final                         | Final                         | Final                         | Final                         |  |  |
|  | 15 de setembro – 24 de setembro | 15 de setembro – 24 de setembro | 15 de setembro – 24 de setembro | 15 de setembro – 24 de setembro |   |                 | 29 de setembro – 22 de outubro | 29 de setembro – 22 de outubro | 29 de setembro – 22 de outubro | 29 de setembro – 22 de outubro |  |         | 27 de outubro – 4 de novembro | 27 de outubro – 4 de novembro | 27 de outubro – 4 de novembro | 27 de outubro – 4 de novembro |  |  |
|  |                                 |                                 |                                 |                                 |   |                 |                                |                                |                                |                                |  |         |                               |                               |                               |                               |  |  |
|  | Al-Ahli Trípoli                 | 0                               | 0                               | 0                               |   |                 |                                |                                |                                |                                |  |         |                               |                               |                               |                               |  |  |
|  | Étoile du Sahel                 | 0                               | 2                               | 2                               |   |                 |                                |                                |                                |                                |  |         |                               |                               |                               |                               |  |  |
|  | Étoile du Sahel                 | 0                               | 2                               | 2                               |   | Étoile du Sahel | 2                              | 2                              | 4                              |                                |  |         |                               |                               |                               |                               |  |  |
|  |                                 |                                 |                                 |                                 |   | Étoile du Sahel | 2                              | 2                              | 4                              |                                |  |         |                               |                               |                               |                               |  |  |
|  |                                 | Al-Ahly                         | 1                               | 6                               | 7 |                 |                                |                                |                                |                                |  |         |                               |                               |                               |                               |  |  |
|  | Al-Ahly                         | Al-Ahly                         | 1                               | 6                               | 7 | 2               | 2                              | 4                              |                                |                                |  |         |                               |                               |                               |                               |  |  |
|  | Al-Ahly                         |                                 |                                 |                                 |   | 2               | 2                              | 4                              |                                |                                |  |         |                               |                               |                               |                               |  |  |
|  | Espérance de Tunis              | 2                               | 1                               | 3                               |   |                 |                                |                                |                                |                                |  |         |                               |                               |                               |                               |  |  |
|  | Espérance de Tunis              | 2                               | 1                               | 3                               |   |                 |                                |                                |                                |                                |  | Al-Ahly | 1                             | 0                             | 1                             |                               |  |  |
|  |                                 |                                 |                                 |                                 |   |                 |                                |                                |                                |                                |  | Al-Ahly | 1                             | 0                             | 1                             |                               |  |  |
|  |                                 | Wydad Casablanca                | 1                               | 1                               | 2 |                 |                                |                                |                                |                                |  |         |                               |                               |                               |                               |  |  |
|  | Ferroviário Beira               | Wydad Casablanca                | 1                               | 1                               | 2 | 1               | 1                              | 1                              |                                |                                |  |         |                               |                               |                               |                               |  |  |
|  | Ferroviário Beira               |                                 |                                 |                                 |   | 1               | 1                              | 1                              |                                |                                |  |         |                               |                               |                               |                               |  |  |
|  | USM Alger (gf)                  | 1                               | 0                               | 1                               |   |                 |                                |                                |                                |                                |  |         |                               |                               |                               |                               |  |  |
|  | USM Alger (gf)                  | 1                               | 0                               | 1                               |   | USM Alger       | 0                              | 1                              | 1                              |                                |  |         |                               |                               |                               |                               |  |  |
|  |                                 |                                 |                                 |                                 |   | USM Alger       | 0                              | 1                              | 1                              |                                |  |         |                               |                               |                               |                               |  |  |
|  |                                 | Wydad Casablanca                | 0                               | 3                               | 3 |                 |                                |                                |                                |                                |  |         |                               |                               |                               |                               |  |  |
|  | Mamelodi Sundowns               | Wydad Casablanca                | 0                               | 3                               | 3 | 1               | 0                              | 1 (2)                          |                                |                                |  |         |                               |                               |                               |                               |  |  |
|  | Mamelodi Sundowns               |                                 |                                 |                                 |   | 1               | 0                              | 1 (2)                          |                                |                                |  |         |                               |                               |                               |                               |  |  |
|  | Wydad Casablanca (pen)          | 0                               | 1                               | 1 (3)                           |   |                 |                                |                                |                                |                                |  |         |                               |                               |                               |                               |  |  |

## Quartas de final
| Equipe 1          | Total       | Equipe 2           | 1.º jogo | 2.º jogo |
| ----------------- | ----------- | ------------------ | -------- | -------- |
| Al-Ahli Trípoli   | 0–2         | Étoile du Sahel    | 0–0      | 0–2      |
| Al-Ahly           | 4–3         | Espérance de Tunis | 2–2      | 2–1      |
| Ferroviário Beira | 1–1 (gf)    | USM Alger          | 1–1      | 0–0      |
| Mamelodi Sundowns | 1–2 (2–3 p) | Wydad Casablanca   | 1–0      | 0–1      |

### Partidas de ida
| 16 de setembro | Ferroviário Beira | 1 – 1     | USM Alger    | Estádio do Ferroviário, Beira    |
| 15:00 (UTC+2)  | Kanda 89'         | Relatório | Darfalou 62' | Árbitro: MAD Hamada Nampiandraza |

| Ferroviário | USM Alger |

| 16 de setembro | Al-Ahly                    | 2 – 2     | Espérance de Tunis          | Estádio Borg El Arab, Alexandria |
| 19:00 (UTC+2)  | Said 11' (pen) · Azaro 67' | Relatório | Khenissi 21' · Chaalali 48' | Árbitro: SEN Malang Diedhiou     |

| Al-Ahly | Espérance |

| 17 de setembro | Mamelodi Sundowns | 1 – 0     | Wydad Casablanca | Estádio Lucas Masterpieces Moripe, Pretória |
| 15:00 (UTC+2)  | Zakri 71'         | Relatório |                  | Árbitro: ETH Bamlak Tessema Weyesa          |

| M. Sundowns | Wydad |

| 17 de setembro | Al-Ahli Trípoli | 0 – 0     | Étoile du Sahel | Estádio Borg El Arab, Alexandria (Egito)[A] |
| 20:00 (UTC+2)  |                 | Relatório |                 | Árbitro: ALG Mehdi Abid Charef              |

| Al-Ahli Trípoli | Étoile |

### Partidas de volta
| 23 de setembro | USM Alger | 0 – 0     | Ferroviário Beira | Estádio 5 de Julho de 1962, Argel |
| 18:30 (UTC+1)  |           | Relatório |                   | Árbitro: GAM Bakary Gassama       |

| USM Alger | Ferroviário |

1–1 no placar agregado. USM Alger venceu pela regra do gol fora de casa.
| 23 de setembro | Espérance de Tunis | 1 – 2     | Al-Ahly                 | Stade Olympique de Radès, Radès |
| 19:00 (UTC+1)  | Khenissi 40' (pen) | Relatório | Maâloul 50' · Ajayi 62' | Árbitro: CMR Alioum Alioum      |

| Espérance | Al-Ahly |

Al-Ahly venceu por 4–3 no placar agregado.
| 23 de setembro | Wydad Casablanca | 1 – 0     | Mamelodi Sundowns | Estádio Príncipe Moulay Abdellah, Rabat |
| 21:00 (UTC+1)  | Saidi 26'        | Relatório |                   | Árbitro: MTN Ali Lemghaifry             |

|                                    |       | Penalidades                      |  |
| Atouchi Khadrouf Bencharki Ounajem | 3 – 2 | Lebese Tau Madisha Zakri Bangaly |  |

| Wydad | M. Sundowns |

1–1 no placar agregado. Wydad Casablanca venceu na disputa por pênaltis.
| 24 de setembro | Étoile du Sahel | 2 – 0     | Al-Ahli Trípoli | Stade Olympique de Sousse, Sousse |
| 18:30 (UTC+1)  | Marey 14', 46'  | Relatório |                 | Árbitro: ZAM Janny Sikazwe        |

| Étoile | Al-Ahli Trípoli |

Étoile du Sahel venceu por 2–0 no placar agregado.

## Semifinais
| Equipe 1        | Total | Equipe 2         | 1.º jogo | 2.º jogo |
| --------------- | ----- | ---------------- | -------- | -------- |
| Étoile du Sahel | 4–7   | Al-Ahly          | 2–1      | 2–6      |
| USM Alger       | 1–3   | Wydad Casablanca | 0–0      | 1–3      |

### Partidas de ida
| 29 de setembro | USM Alger | 0 – 0     | Wydad Casablanca | Estádio 5 de Julho de 1962, Argel |
| 18:00 (UTC+1)  |           | Relatório |                  | Árbitro: CMR Alioum Alioum        |

| USM Alger | Wydad |

| 1 de outubro  | Étoile du Sahel           | 2 – 1     | Al-Ahly   | Stade Olympique de Sousse, Sousse |
| 18:30 (UTC+1) | Brigui 16' · Ben Amor 73' | Relatório | Gomaa 66' | Árbitro: GAB Eric Otogo-Castane   |

| Étoile | Al-Ahly |

### Partidas de volta
| 21 de outubro | Wydad Casablanca                    | 3 – 1     | USM Alger      | Estádio Mohammed V, Casablanca |
| 20:00 (UTC+1) | El Karti 26' · Bencharki 54', 90+3' | Relatório | Abdellaoui 67' | Árbitro: SEN Malang Diedhiou   |

| Wydad | USM Alger |

Wydad Casablanca venceu por 3–1 no placar agregado.
| 22 de outubro | Al-Ahly                                                           | 6 – 2     | Étoile du Sahel         | Estádio Borg El Arab, Alexandria |
| 19:00 (UTC+2) | Maâloul 2' · Azaro 23', 39', 48' · Nagguez 59' (g.c.) · Rabia 63' | Relatório | Bedoui 51' · Msakni 90' | Árbitro: RSA Victor Gomes        |

| Al-Ahly | Étoile |

Al-Ahly venceu por 7–4 no placar agregado.

## Final
| Equipe 1 | Total | Equipe 2         | 1.º jogo | 2.º jogo |
| -------- | ----- | ---------------- | -------- | -------- |
| Al-Ahly  | 1–2   | Wydad Casablanca | 1–1      | 0–1      |

### Partida de ida
| 28 de outubro | Al-Ahly    | 1 – 1     | Wydad Casablanca | Estádio Borg El Arab, Alexandria   |
| 19:00 (UTC+2) | Zakaria 3' | Relatório | Bencharki 16'    | Árbitro: ETH Bamlak Tessema Weyesa |

| Al-Ahly | Wydad |

### Partida de volta
| 4 de novembro | Wydad Casablanca | 1 – 0     | Al-Ahly | Estádio Mohammed V, Casablanca |
| 20:00 (UTC+0) | El Karti 69'     | Relatório |         | Árbitro: GAM Bakary Gassama    |

| Wydad | Al-Ahly |